# 畢珍
畢珍（1929年12月17日—1998年3月21日），另有筆名奇珍子、九指書生、白雲殘夫。臺中文學史作家，本名李世偉，祖籍安徽省廣德市。其作品多達百餘本。並且種類繁多，包括鄉野傳奇、仙道靈異、宮廷祕聞、清官斷案、虎將殺敵、青樓艷史、浪漫戀情等等。作品曾在台灣、香港和美國等地的華文報紙刊登，也曾在電台、電視台播出。

## 部分畢珍作品
華智出版：
- 艷娃情迷 ~ 伴情天涯 ~ 靈禽異獸傳奇 ~ 丐幫奇客 ~ 鬼帥天師 ~ 花河情迷 ~ 嘯傲乾坤唯有情 ~ 夢歸情淮 ~ 一扇春柔

鴻欣出版：
- 我的太太是女鬼 ~ 地獄造反 ~ 長生不死人 ~ 華陀與曹操 ~ 聚寶盆 ~ 窮神卜 ~ 呼風喚雨人 ~ 奇幻一先生

漢欣出版：
- 老子傳奇 ~ 包青天斷案（1，2） ~ 中國刑案傳奇

國家出版：
- 旦角 ~ 女舘傳奇 ~ 大漢女英豪 ~ 女千歲（上，下） ~ 女虎將

國歌出版：
- 女諸葛四姑娘 ~ 尋芳舘

金陵出版：
- 中國奇士列傳（1，2）

精美出版：
- 中國幽艷小説展 ~ 中國靈異小説展

太雅出版：
- 雷峰塔下的情人 ~ 不到天荒情不老 ~ 畫魂之怨 ~ 情斷章台柳

博益出版：
- 年羹堯傳（上、中、下）

捷達出版：
- 鬼郎君

不二出版：
- 后妃醜聞

漢光出版：
- 戲說慈禧 ~ 大玉兒傳奇 ~ 中國奇人傳奇（上、下） ~ 中國俠客傳奇（上、下） ~ 中國幻術傳奇（上、下） ~ 中國巫蠱傳奇（上、下） ~ 中國鬼狐傳奇（上、下） ~ 中國列女傳奇（上、下） ~ 中國名臣傳奇（上、下） ~ 中國符咒傳奇（上、下）

漢麟出版：
- 霆軍虎將 ~ 龍頭大爺 ~ 淡黃月 ~ 安婷姑娘

出版社不詳：
- 龍兄虎弟 ~ 中國傳奇